# Раздолье (Псковская область)
Раздолье — деревня в Тямшанской волости Псковского района Псковской области России.
Расположена в 12 км к юго-западу от центра города Пскова и в 12 км к юго-востоку от деревни Тямша.

## Население
| 2001 | 2002 | 2010 |
| ---- | ---- | ---- |
| 7    | ↗10  | ↗11  |